# Pugilato ai Giochi della IX Olimpiade - Pesi mediomassimi
La competizione della categoria pesi mediomassimi (fino a 79 kg) di pugilato ai Giochi della IX Olimpiade si tenne dall'8 all'11 agosto 1928 al Krachtsportgebouw di Amsterdam.

## Classifica finale
| Pos.    | Atleta              | Nazione       |
| ------- | ------------------- | ------------- |
| Oro     | Víctor Avendaño     | Argentina     |
| Argento | Ernst Pistulla      | Germania      |
| Bronzo  | Karel Miljon        | Paesi Bassi   |
| 4       | Don McCorkindale    | Sudafrica     |
| 5       | Juozas Vinca        | Lituania      |
| 5       | Don Carrick         | Canada        |
| 5       | Boy Murphy          | Irlanda       |
| 5       | Alf Jackson         | Gran Bretagna |
| 9       | Domenico Ceccarelli | Italia        |
| 9       | Robert Foquet       | Francia       |
| 9       | Sergio Ojeda        | Cile          |
| 9       | Jean Welter         | Lussemburgo   |
| 9       | Leon Lucas          | Stati Uniti   |
| 9       | José Montllor       | Spagna        |
| 9       | Emil Johansson      | Svezia        |
| 9       | Alf Cleverley       | Nuova Zelanda |

### Risultati
|  | Primo Turno 8 agosto | Primo Turno 8 agosto | Primo Turno 8 agosto |  |  | Quarti di Finale 9 agosto | Quarti di Finale 9 agosto | Quarti di Finale 9 agosto |         |                  | Semifinale 1º agosto | Semifinale 1º agosto | Semifinale 1º agosto |         |              | Finale 11 agosto | Finale 11 agosto | Finale 11 agosto |
|  |                      |                      |                      |  |  |                           |                           |                           |         |                  |                      |                      |                      |         |              |                  |                  |                  |
|  | Víctor Avendaño      | Víctor Avendaño      | P                    |  |  |                           |                           |                           |         |                  |                      |                      |                      |         |              |                  |                  |                  |
|  | Sergio Ojeda         | Sergio Ojeda         |                      |  |  | Víctor Avendaño           | Víctor Avendaño           | P                         |         |                  |                      |                      |                      |         |              |                  |                  |                  |
|  | Don Carrick          | Don Carrick          | P                    |  |  | Don Carrick               | Don Carrick               |                           |         |                  |                      |                      |                      |         |              |                  |                  |                  |
|  | Jean Welter          | Jean Welter          |                      |  |  |                           |                           |                           |         | Víctor Avendaño  | Víctor Avendaño      | P                    |                      |         |              |                  |                  |                  |
|  | Don McCorkindale     | Don McCorkindale     | P                    |  |  |                           | Don McCorkindale          | Don McCorkindale          |         |                  |                      |                      |                      |         |              |                  |                  |                  |
|  | Domenico Ceccarelli  | Domenico Ceccarelli  |                      |  |  | Don McCorkindale          | Don McCorkindale          | KO2                       |         |                  |                      |                      |                      |         |              |                  |                  |                  |
|  | Juozas Vinca         | Juozas Vinca         | P                    |  |  | Juozas Vinca              | Juozas Vinca              |                           |         |                  |                      |                      |                      |         |              |                  |                  |                  |
|  | Robert Foquet        | Robert Foquet        |                      |  |  |                           |                           |                           |         |                  | Víctor Avendaño      | Víctor Avendaño      | P                    |         |              |                  |                  |                  |
|  | Ernst Pistulla       | Ernst Pistulla       | P                    |  |  |                           | Ernst Pistulla            | Ernst Pistulla            | Argento |                  |                      |                      |                      |         |              |                  |                  |                  |
|  | Leon Lucas           | Leon Lucas           |                      |  |  | Ernst Pistulla            | Ernst Pistulla            | P                         |         |                  |                      |                      |                      |         |              |                  |                  |                  |
|  | Boy Murphy           | Boy Murphy           | P                    |  |  | Boy Murphy                | Boy Murphy                |                           |         |                  |                      |                      |                      |         |              |                  |                  |                  |
|  | José Montllor        | José Montllor        |                      |  |  |                           |                           |                           |         | Ernst Pistulla   | Ernst Pistulla       | P                    |                      | 3 posto | 3 posto      | 3 posto          |                  |                  |
|  | Karel Miljon         | Karel Miljon         | P                    |  |  |                           | Karel Miljon              | Karel Miljon              |         |                  |                      |                      |                      |         |              |                  |                  |                  |
|  | Emil Johansson       | Emil Johansson       |                      |  |  | Karel Miljon              | Karel Miljon              | P                         |         |                  |                      |                      |                      |         | Karel Miljon | Karel Miljon     | P                |                  |
|  | Alf Jackson          | Alf Jackson          | P                    |  |  | Alf Jackson               | Alf Jackson               |                           |         | Don McCorkindale | Don McCorkindale     |                      |                      |         |              |                  |                  |                  |
|  | Alf Cleverley        |                      |                      |  |  |                           |                           |                           |         |                  |                      |                      |                      |         |              |                  |                  |                  |